# Freno Prony

Esquema del Freno Prony ; M=momento, F=fuerza, l=brazo de palanca; sabiendo que (M=F×l)

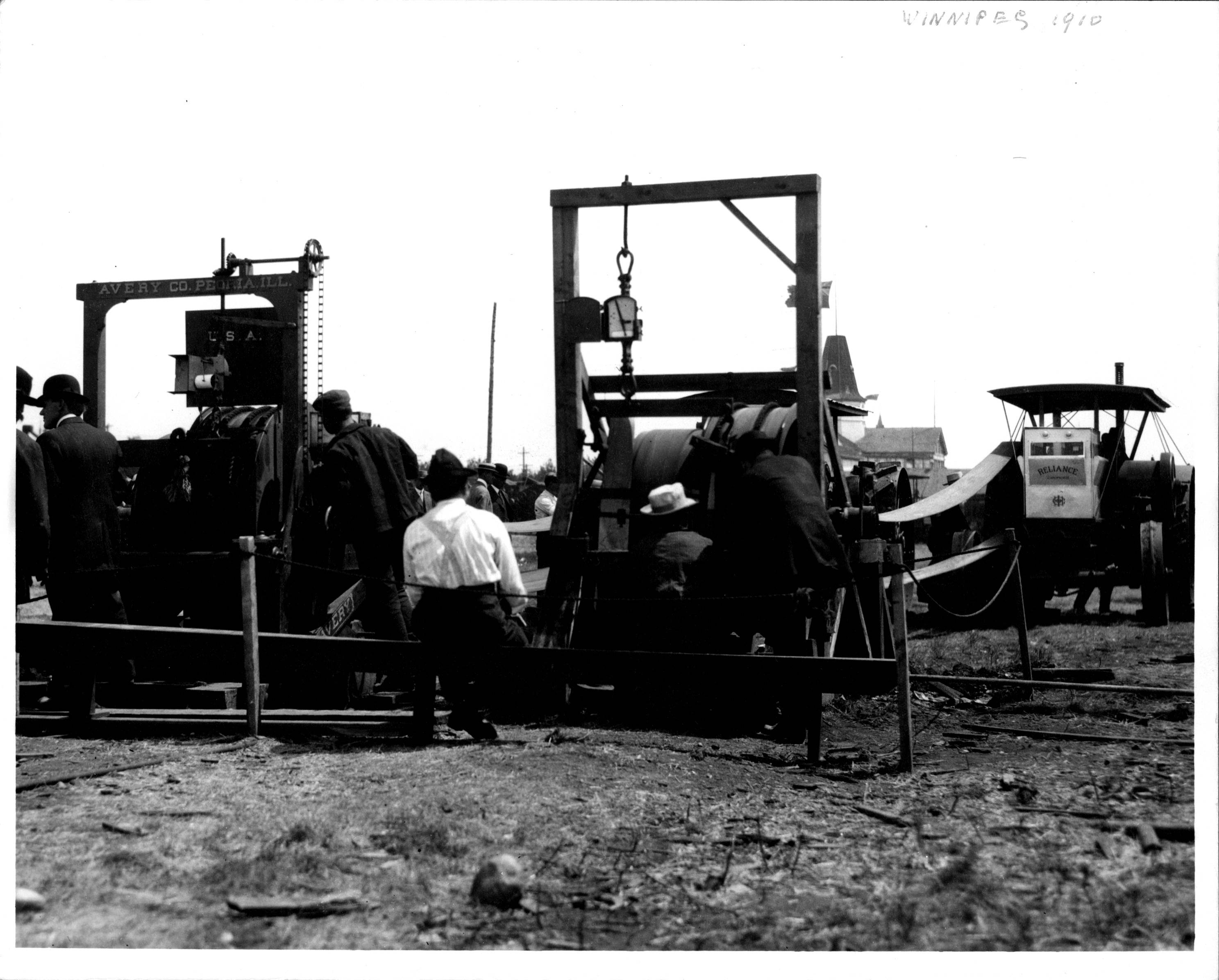
Frenos de Prony en un concurso de tractores en Winnipeg (1910)

El Freno de Prony es un sistema dinamométrico, utilizado para medir el par de giro de los motores a partir del siglo XIX. Debe este nombre a su inventor, el ingeniero francés Gaspard de Prony (1775-1839).

## Descripción
El freno consta de un brazo, sobre el que van montados un dinamómetro y una rueda, que tiene adosada una cincha de alto rozamiento. Esta rueda es la que se conecta al eje del motor del cual se quiere medir su potencia. El ajuste de la cincha es variable. Esto es, se puede controlar el torque de carga aplicado al motor. En otros modelos, se compone de dos zapatas extraíbles montadas sobre una mordaza, adaptada para abrazar un eje de diámetro dado, y conectadas a una palanca, por lo general controlada por una célula de carga o por una fuerza (contrapeso) ajustable.
Cuando se desea conocer el par de giro de un motor para una velocidad de rotación determinada, se va incrementando gradualmente la compresión ejercida sobre las zapatas aumentando la masa del contrapeso (o bien su brazo de palanca), con lo que el motor es frenado hasta que se estabiliza en la velocidad de rotación dada. El producto de la distancia (l) (medida entre las zapatas y la posición del contrapeso), multiplicada por la fuerza aplicada F (en este caso, el peso F = M x g), proporciona el momento (M) (par de giro o par motor) del motor para una velocidad angular dada. En cuanto a la potencia desarrollada, se expresa como el producto del momento, la velocidad de rotación (en revoluciones por segundo), y por 2 pi  (P = M ω 2 π).
Ya que con este procedimiento no es sencillo dejar la palanca en equilibrio con el motor manteniendo una velocidad de giro estable, su uso más frecuente es la medida del par de arranque de los motores eléctricos, cuando la velocidad de giro es prácticamente nula.
Originalmente se diseñó para medir la capacidad de los motores de vapor utilizados en 1821 durante una prueba en París (en Gros Caillou) para las bombas destinadas a suministrar agua a los distritos occidentales de la orilla izquierda del río Sena.

## Usos
Este freno provee una forma sencilla de aplicar un momento de giro de carga al eje principal de salida de un motor. La potencia de salida es disipada en forma de calor por el material del freno. Ajustando la fuerza del freno se puede cambiar la fuerza del momento torsor. Combinando la medición de este torque (mediante un dinamómetro colocado en el brazo del freno, a una distancia conocida del eje del motor) con la medición de velocidad de rotación del eje, puede calcularse la potencia de salida del motor.